# Стивънсън (окръг, Илинойс)
Окръг Стивънсън (на английски: Stephenson County) е окръг в щата Илинойс, Съединени американски щати. Площта му е 1463 km², а населението - 48 979 души (2000). Административен център е град Фрийпорт.